# قطعة تأخير موجية

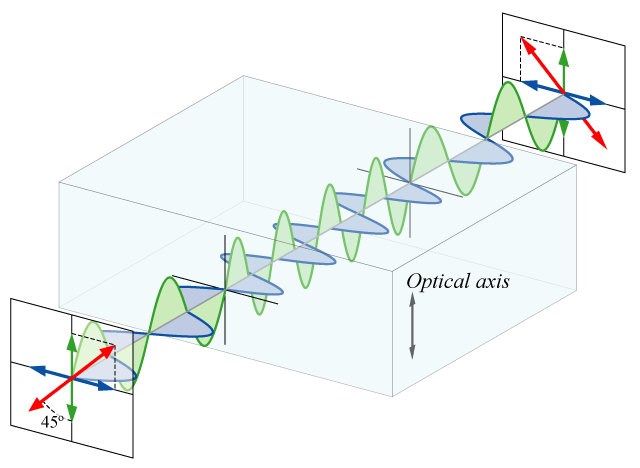
قطعة ل/2. ضوء مستقطب خطياًَ يدخل إلى البلورة،يقسم إلى قسمين: أفقي (أخضر) وعمودي(أزرق) بالنسبة للمحور البصري للقطعة البلورية. في القطعة، الجزء الأفقي من الضوء ينتشر بسرعة أقل من الجزء العمودي.
عند نهاية القطعة، الموجة الأفقية تزاح تماما بمقدار نصف طول الموجة (ل/2 أو 180 درجة) واستقطاب الموجة الناتجة (أحمر) هو عكس الموجة الداخلة تماما (كصورة المرآة)

قطعة التأخير الموجية هي عبارة عن جسم بلوري بيزوكهربائية يؤثر على الأمواج الكهرومغناطيسية (الضوء في أغلب الأحيان) بحيث يمكن لهذه القطعة تغيير استقطاب وزاوية الموجة. في علم البلورات البصرية يتم التفريق بين نوعين من بلورات التأخير الموجية:
- قطعة بتأخير قدره ربع طول الموجة

تقوم بتأخير الموجة الضوئية الموازية لسطح البورة بمقدار ل/4 (ل:الطول الموجي) أي ما يعادل إزاحة بمقدار 90 درجة مقا. بهذا التأخير ينتج من ضوء مستقطب خطيا (يمكن تصور الخط كجزئين أحدهما على محور السينات والآخر على محور الصادات) ضوء ذو استقطاب دائري أو بيضاوي عند مراعاة الدقة في إشعاع القطعة (إسقاط الضوء عليها).
- قطعة بتأخير قدره نصف طول الموجة

قطعة ل/2 تقوم بتأخير جزء الضوء الموازي للسطح بمقدار 180 درجة ويمكنها تغيير جهة الإستقطاب بزاوية معينة.
تغيير الإستقطاب يتعلل بأن الضوء المستقطب خطيا يمكن تقسيمه إلى جهتي استقطاب متعامدتين، واللتان تعبران البلورة بسرعة مختلفة، بمعنى أن هناك إزاحة زاوية تحدث بين الجزئين. القطعة البلورة تتكون عادة من بلورات ذوات طبيعة انكسار مزدوج ولها سمك وتوجيه معين. حاليا تمكن العلماء من الحصول على هذه النتيجة باستخدام رقائق تأخير.